# Stripped
Stripped este o piesă a formației britanice Depeche Mode. Piesa a apărut pe albumul Black Celebration, în 1986.
Este cel de-al 15-lea single Depeche Mode, lansat pe 10 februarie 1986. Stripped a fost ce de-al șaselea single consecutiv care a ajuns în UK Top 20, până pe locul 5.

## But Not Tonight
But Not Tonight este o piesă a formației britanice Depeche Mode. Piesa a apărut pe albumul Black Celebration, în 1986.